# Eburniogaster texanus
Eburniogaster texanus är en skalbaggsart som först beskrevs av Charles Thomas Brues 1902.  Eburniogaster texanus ingår i släktet Eburniogaster och familjen kortvingar. Inga underarter finns listade i Catalogue of Life.